# Dipteryx
Dipteryx là một chi thực vật gồm 9 loài cây bụi và cây thân gỗ. Chi này thuộc phân họ Faboideae, họ Đậu. Đây là chi bản địa của Nam Mỹ và Trung Mỹ và vùng Caribbe. Trước đây, chi có quan hệ với nó là Taralea đã được xếp vào Dipteryx.

## Các loài
Các loài trong chi Dipteryx gồm:
- Dipteryx alata – Baru
- Dipteryx lacunifera Ducke
- Dipteryx magnifica (Ducke) Ducke
- Dipteryx micrantha Harms (= D. ferrea)
- Dipteryx odorata – Tonka Bean
- Dipteryx oleifera Benth. (= D. panamensis)
- Dipteryx polyphylla Huber
- Dipteryx punctata (S.F.Blake) Amshoff (= D. trifoliolata)
- Dipteryx rosea Benth. (= D. charapilla)

## Hình ảnh

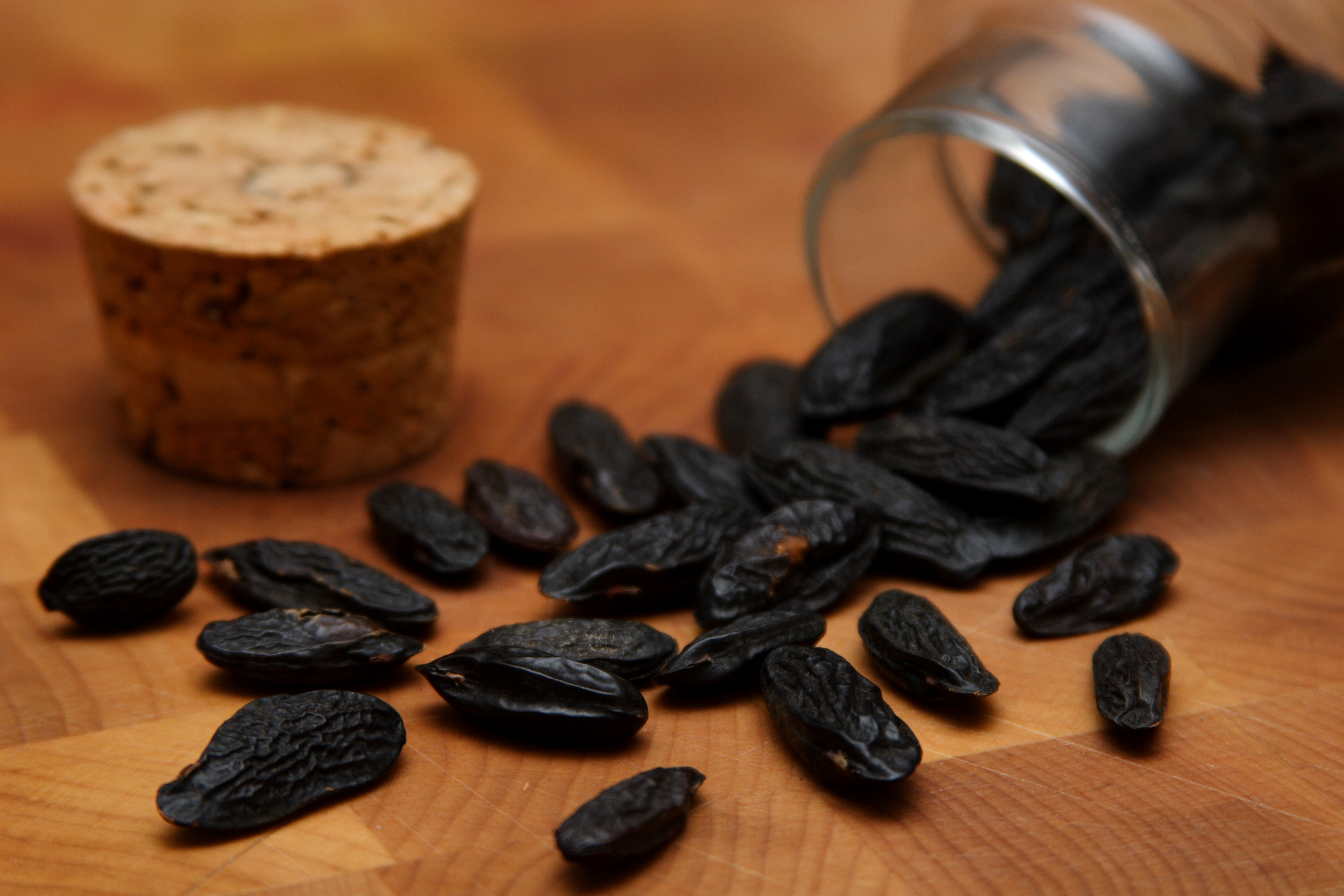
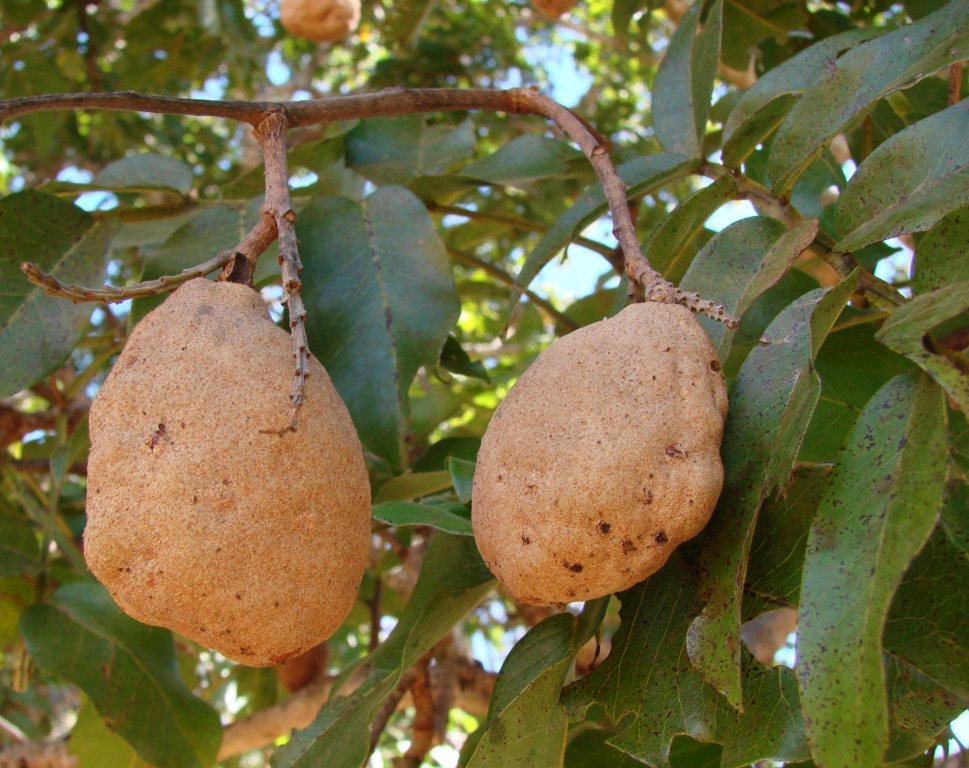
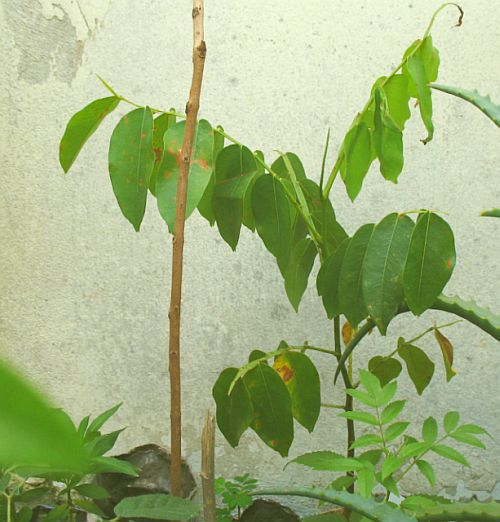